# 2012 VP113
2012 VP113 – planetoida z grupy obiektów transneptunowych, krążąca wokół Słońca po dość wydłużonej orbicie, zaliczana do kategorii sednoidów. Planetoida ta jeszcze nie ma własnej nazwy ani kolejnego numeru, a jedynie oznaczenie prowizoryczne.

## Orbita
Orbita 2012 VP113 jest nachylona pod kątem 24,0° do ekliptyki, ma też duży mimośród – ok. 0,7. W 1979 roku planetoida przeszła przez swoje peryhelium. Szacowany okres obiegu wokół Słońca wynosi ponad 4400 lat.
W czasie odkrycia planetoida była obiektem o najbardziej odległym od Słońca punkcie peryhelium orbity w całym znanym Układzie Słonecznym.

## Charakterystyka fizyczna
Niewiele jak dotąd wiadomo o tym odległym obiekcie. Duża absolutna wielkość gwiazdowa, wynosząca ok. 4,05m, kwalifikuje go do grupy kandydatów na planety karłowate. Średnica planetoidy 2012 VP113 na podstawie jej jasności szacowana jest na ok. 570 km, co czyni ją jednym z większych odkrytych obiektów transneptunowych.